# 아프리칸 닥터
《아프리칸 닥터》(프랑스어: Bienvenue a Marly-Gomont)는 2016년에 개봉한 프랑스의 코미디, 드라마, 영화이다.

## 줄거리
이제 막 의사자격증을 손에 쥔 아프리카 콩고 출신 ‘세욜로’는 프랑스 시민권을 얻기 위해 프랑스 북부의 시골 마을 ‘말리 고몽’의 의사가 되기로 결심한다. 말리 고몽은 파리에서 300km나 떨어진 곳으로, 주민 전체가 흑인을 평생 본 적 없는 깡촌. 말리 고몽 시장은 흑인인 세욜로가 절대 마을 주민들에게 환영 받지 못할 거라고 만류하지만, 그는 한술 더 떠 아프리카의 가족들까지 모두 프랑스로 불러들이며 핑크빛 미래를 꿈꾼다. 프랑스 하면 파리!? 세욜로의 가족은 에펠탑과 샹제리제를 상상하며 한껏 들떠 말리 고몽에 도착했는데… 오~마이 갓! 여기는 고향 콩고 보다 더 낙후된 마을. 세욜로 가족은 크게 실망하고, 설상가상 살면서 흑인을 처음 본 마을 사람들은 그들을 마치 벌레 보듯 경계하기만 하는데…

## 출연
- 마크 진가 - 세욜로
- 에이사 마이가 - 안느
- 조나단 랑베르 - 라비뉴
- 루퍼스 - 장